# Крочета (Кунео)
Крочета је насеље у Италији у округу Кунео, региону Пијемонт.
Према процени из 2011. у насељу је живело 53 становника. Насеље се налази на надморској висини од 372 м.